# Partido Nacional Democrático (Surinam)
El Partido Nacional Democrático (en neerlandés: Nationaal Democratische Partij, NDP) es un partido político en Surinam. Se fundó en 1987, después de la caída de Johan Ferrier. El partido surgió con el propósito de apoyar la elección de Bouterse como presidente en las elecciones de 1987.
En las elecciones de mayo de 1996 dieron como ganador al candidato del PND Jules Wijdenbosch. El gobierno de Wijdenbosch inestable por problemas de corrupción, fue disuelto y se convocaron elecciones anticipadas en mayo de 2000, siendo elegido el candidato de Frente Nuevo Ronald Venetiaan. La alianza de la cual el partido dominaba en un alto porcentaje, Millennium Combinatie, ganó 10 de los 51 escaños y recibió 15% del voto en las elecciones de mayo de 2000.
En las elecciones generales de mayo de 2005 el partido obtuvo el 23,1% del voto popular y 15 de los 51 escaños de la Asamblea Nacional con su candidato Rashied Doekhie.
Durante el Gobierno de Venetiaan, sus opositores difundían el diario crítico llamado  NDB-Bulletin.
En las elecciones de 2010, el partido logra ganar las elecciones con su candidato Desi Bouterse, con 23 de los 51 escaños en la Asamblea, el candidato del Frente Nuevo Wiston Jessurun obtuvo el segundo lugar con 14 escaños y en el tercer lugar el exguerrillero Ronnie Brunswijk con 7 escaños.
En las elecciones de 2015 el NDP obtuvo mayoría absoluta en la Asamblea (26 de 51 escaños), permitiendo la reelección de Bouterse por 5 años más.
En las elecciones de 2020 el partido pierde la mayoría en el parlamento ya que solo logra obtener 16 escaños. Como consecuencia, los partidos opositores lograron formar una alianza y desplazar a Bouterse del poder, asumiendo Chan Santokhi del Partido de la Reforma Progresista como nuevo Presidente de Surinam.

## Resultados electorales
|  | 9.29 % |

|  | 21.68 % |

|  | 26.20 % |

|  | 15.00 % |

|  | 23.10 % |

|  | 40.22 % |

|  | 45.46 % |

|  | 23.97 % |

|  | 34.1 % |